# 長電建設
長電建設株式会社（ながでんけんせつ、英文社名：Nagaden Kensetsu Co.,Ltd.）は、長野県長野市に本社を置く建設会社。ながでんグループ傘下の中核企業の一社であり、長野電鉄の完全子会社である。

## 概要
鉄道系の建設会社として、建築・土木事業では長野電鉄関連の施設・軌道・架線工事などをはじめ、長野地域および北信地域を中心とした公共工事や民間施設工事を請け負う。
住宅事業は、一般住宅「ながでんハウス」と、ログハウスを含む自然派個性住宅「BESS」の2ブランドを展開している。
不動産事業は、長野県内ではパイオニア企業として50年超の歴史があり、長野電鉄沿線の宅地分譲や不動産仲介を行っている。
長野電鉄長野線善光寺下駅前にある本社ビルは1・2階に本社機能を持ち、3 - 6階は女性専用マンション「コリーヌ善光寺下」として賃貸されている。

## 沿革
- 1958年（昭和33年）10月1日 - 長野市権堂町に長電興業株式会社を設立
- 1966年（昭和41年）8月 - 現在地に本社を移転
- 1992年（平成4年）9月 - 長電建設株式会社に社名変更
- 2000年（平成12年）3月 - 須坂営業所開設
- 2002年（平成14年）10月 ‐ 山ノ内営業所開設
- 2003年（平成15年）12月 - ISO 9001認証取得
- 2004年（平成16年）4月 ‐ BESS長野展示場開設
- 2013年（平成25年）11月 - ISO 14001認証取得

## 事業所
本社
長野県長野市三輪七丁目6番1号
須坂営業所
長野県須坂市高梨208-1
山ノ内営業所
長野県下高井郡山ノ内町平穏3227－7
BESS長野展示場
長野県長野市西尾張部1119-1

## 主な施工実績
- 長野電鉄村山橋架替工事
- 長野電鉄長野線立体交差化工事
- 長野市新中央消防署新築工事
- 長野市篠ノ井東小学校特別教室棟新築工事(平成30年度長野市優良工事表彰)
- 上林ホテル仙壽閣改修工事
- 長野市北部幹線道路築造(平成30年度長野市優良工事表彰)
- 飯綱町多世代交流施設新築工事
- デイトレセンター・リヴァール長野新築工事
- 中条総合市民センター新築工事
- 長野電鉄権堂ウエストプラザ改修工事（改称前：長野電鉄権堂ビル減築解体工事）
- 長野市民病院増築・改修工事
- 長野電鉄長野パーキング建替え工事
- 善光寺常徳院新築工事